# Centrale de Seabank
La centrale de Seabank est une ancienne centrale thermique alimentée au gaz naturel, située au Royaume-Uni et fermée en janvier 2008.